# Capensibufo
Genre
Capensibufo est un genre d'amphibiens de la famille des Bufonidae.

## Description
Ce sont des crapauds relativement petit, C. rosei mesurant entre 2 et 3 cm.

## Répartition
Les cinq espèces de ce genre sont endémiques du Cap-Occidental en Afrique du Sud.

## Habitat
Les espèces du genre Capensibufo vivent principalement dans les fynbos.

## Liste des espèces
Selon Amphibian Species of the World (22 sept. 2017) :
- Capensibufo deceptus Channing et al., 2017
- Capensibufo magistratus Channing et al., 2017
- Capensibufo rosei (Hewitt, 1926)
- Capensibufo selenophos Channing et al., 2017
- Capensibufo tradouwi (Hewitt, 1926)

## Étymologie
Capensibufo signifie "Crapaud du Cap", il est composé de "Cap" et du suffixe latin -ensis "qui vit dans, qui habite" suivi de bufo (crapaud en latin) en référence à l'aire de répartition du genre, le Cap de Bonne-Espérance.

## Publication originale
- Grandison, 1980 : A new genus of toad (Anura: Bufonidae) from the Republic of South Africa with remarks on its relationships. Bulletin of the British Museum (Natural History). Zoology, vol. 39, p. 293-298 (texte intégral).